# デーモンウォーロック
デーモンウォーロック（Demon Warlock）は、アメリカ合衆国の競走馬、種牡馬。2004年ワシントン州年度代表馬。事実上世界最後のチョーサー～ボワルセル系の種牡馬である。
2歳から6歳にかけ28戦して10勝。特に2004年には6勝を上げ、バドワイザーエメラルドHなどに勝ち、ロングエーカーズマイルH（G3）で2着に入るかなりの活躍を見せた。ワシントン州の年度代表馬に選出。
5歳時レース後に故障していることが分かり、1年以上休養したがその後は勝てなかった。2007年からワシントン州、次いでアリゾナ州、オレゴン州で種牡馬として供用されている。2017年にはワシントン州に戻り、種付け料1500ドル、またこの年からクォーターホース向けにも種付け料1000ドルで供用される予定である。
産駒は2018年時点で37頭が出走、27頭（73%）が勝ち上がり、4頭（11%）がステークス勝ち馬となっている。代表産駒は2019年ワシントン州最優秀3歳牝馬のアリトルレストーク。成功したとは言い難いが、仕上がりも速く、このクラスの馬としては成績は悪くない。2020年には種付け数が前年の1頭から4頭に増加した。
父系は事実上滅んだといってよいボワルセル系に属している。日本ではかつてシンザンなどが知られ、アメリカやイギリスでもギャラントマンやタルヤーなどを輩出したボワルセル系だが、2020年現在、この馬が世界最後の種牡馬となっている。ボワルセル系の親系統であるチョーサー系も傍系は全て滅んでおり、サイアーライン上では極端に孤立している存在である。共通の父系祖先をもつ馬にたどり着くには、10代130年以上さかのぼる必要がある。

## 血統表
| Demon Warlock デーモンウォーロックの血統ボワルセル系 | Demon Warlock デーモンウォーロックの血統ボワルセル系 | Demon Warlock デーモンウォーロックの血統ボワルセル系 | （血統表の出典） | （血統表の出典） |
| 父 Demons Begone 1984 鹿毛                           | 父の父Elocutionist 1973 鹿毛                         | Gallant Romeo                                        | Gallant Man      | Gallant Man      |
| 父 Demons Begone 1984 鹿毛                           | 父の父Elocutionist 1973 鹿毛                         | Gallant Romeo                                        | Juliets Nurse    |                  |
| 父 Demons Begone 1984 鹿毛                           | 父の父Elocutionist 1973 鹿毛                         | Strictly Speaking                                    | Fleet Nsrullah   | Fleet Nsrullah   |
| 父 Demons Begone 1984 鹿毛                           | 父の父Elocutionist 1973 鹿毛                         | Strictly Speaking                                    | Believe Me       |                  |
| 父 Demons Begone 1984 鹿毛                           | 父の母Rowdy Angel 1979 鹿毛                          | Halo                                                 | Hail to Reason   | Hail to Reason   |
| 父 Demons Begone 1984 鹿毛                           | 父の母Rowdy Angel 1979 鹿毛                          | Halo                                                 | Cosmah           |                  |
| 父 Demons Begone 1984 鹿毛                           | 父の母Rowdy Angel 1979 鹿毛                          | Ramhyde                                              | Rambunctious     | Rambunctious     |
| 父 Demons Begone 1984 鹿毛                           | 父の母Rowdy Angel 1979 鹿毛                          | Ramhyde                                              | Castle Hyde      |                  |
| 母 Witchery 1983 鹿毛                                | 母の父Zamboni 1976 芦毛                              | Icecapade                                            | Nearctic         | Nearctic         |
| 母 Witchery 1983 鹿毛                                | 母の父Zamboni 1976 芦毛                              | Icecapade                                            | Shenanigans      |                  |
| 母 Witchery 1983 鹿毛                                | 母の父Zamboni 1976 芦毛                              | Sweeping Beauty                                      | Eddie Schmidt    | Eddie Schmidt    |
| 母 Witchery 1983 鹿毛                                | 母の父Zamboni 1976 芦毛                              | Sweeping Beauty                                      | Gold Crest       |                  |
| 母 Witchery 1983 鹿毛                                | 母の母Early Night Rain 1976 鹿毛                     | Night Invader                                        | Misty Flight     | Misty Flight     |
| 母 Witchery 1983 鹿毛                                | 母の母Early Night Rain 1976 鹿毛                     | Night Invader                                        | Double Sun       |                  |
| 母 Witchery 1983 鹿毛                                | 母の母Early Night Rain 1976 鹿毛                     | Hand Glass                                           | Assagai          | Assagai          |
| 母 Witchery 1983 鹿毛                                | 母の母Early Night Rain 1976 鹿毛                     | Hand Glass                                           | Shot Glass       |                  |